# London Street Tramways

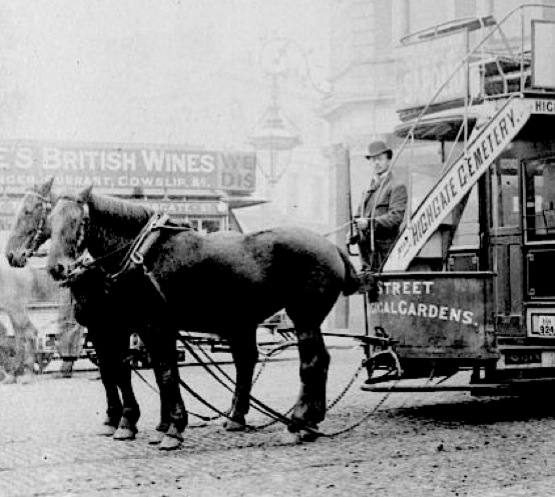
Pferdewagen Nr. 32 der London Street Tramways Company von Archway Tavern nach Euston Rd

Die London Street Tramways Company (LST) war ein Nahverkehrsunternehmen in London. Die Gesellschaft betrieb von 1871 bis 1897 normalspurige Pferdebahnstrecken im Norden Londons im Rahmen des größeren Netzes der Straßenbahn London mit einer Gesamtlänge von 21,6 Kilometern.

## Geschichte
Die London Street Tramways wurden am 10. August 1870 konzessioniert, einen Tag nach der Verabschiedung des britischen Straßenbahngesetzes. Die Konzession beinhaltete den Bau und Betrieb von Pferdebahnen in der Hampstead Road, Camden High Street und Camden Road bis zur Holloway Road sowie eine Strecke vom Bahnhof Kentish Town durch die Great College Street (heute Royal College Street) zum Bahnhof King’s Cross. Die beiden Strecken kreuzten sich am „Eagle“, der Kreuzung Camden Road/Great College Street. Sie wurden bis Oktober 1872 eröffnet.
1871 wurde die Konzession um zahlreiche Strecken erweitert. Das zu diesem Zeitpunkt geplante Netz hätte von Holloway im Norden bis Borough im Süden und von Kensington und Westminster im Westen bis zur London Bridge im Osten gereicht und hätte damit den damaligen nördlichen Teil der Stadt fast komplett erschlossen. Die Konzession verfiel jedoch aus Ermangelung an Geld für den Bau. Lediglich die Verlängerung von Kentish Town nach Highgate wurde 1874 gebaut. Spätere Konzessionserweiterungen betrafen dann nur noch Strecken in diesen Gebieten sowie in Hampstead. 1878 ging eine Strecke in der Caledonian Road in Betrieb, 1880 war Hampstead erreicht und 1883 Islington. In den Jahren 1886 bis 1889 gingen weitere umfangreiche Neubaustrecken, vor allem in Camden und in der nördlichen Innenstadt, in Betrieb.
Im Einzelnen wurden die Strecken der LST wie folgt eröffnet:
| Datum              | Strecke |
| ------------------ | --- |
| 27. November 1871  | Hampstead Road/Euston Road – Hampstead Road – Camden High Street – „Mother Redcap“ (Camden High Street/Camden Road) – Camden Road – „Eagle“ – Great College Street – Kentish Town Road – Bahnhof Kentish Town |
| 29. Januar 1872    | „Eagle“ – Camden Road – „Brecknock Arms“ (Camden Road/Brecknock Road) |
| 21. März 1872      | Bahnhof King’s Cross – Pentonville Road – Euston Road – Pancras Road – Great College Street – „Eagle“ |
| 1. Oktober 1872    | „Brecknock Arms“ – Camden Road – Parkhurst Road – Holloway, „Nag’s Head“ (Holloway Road/Parkhurst Road) |
| 23. April 1874     | Bahnhof Kentish Town – Kentish Town Road – Fortess Road – „Boston Arms“ (Fortess Road/Brecknock Road) |
| 28. Mai 1874       | „Boston Arms“ – Junction Road – Highgate, „Archway Tavern“ (Holloway Road/Junction Road) |
| 28. September 1878 | Bahnhof King’s Cross – Pentonville Road – Caledonian Road – Caledonian Road/Camden Road |
| 10. Mai 1880       | Kentish Town Road/Prince of Wales Road – Prince of Wales Road – Malden Road – Southampton Road – Hampstead, Circus Road (etwa in Höhe Kingsford Street)                                                       |
| 25. Juni 1883      | Pentonville Road/Caledonian Road – Pentonville Road – Islington, „Angel“ (Pentonville Road/Islington High Street)                                                                                             |
| 26. Mai 1886       | „Mother Redcap“ – Kentish Town Road – Kentish Town Road/Great College Street |
| 17. Juni 1886      | Southampton Road/Circus Road – Southampton Road – Fleet Road – Hampstead, South End Green (Endstelle in der Fleet Road)                                                                                       |
| 16. August 1886    | Caledonian Road/Camden Road – Camden Road – Holloway Road/Camden Road (dort Gleisverbindung zu den North Metropolitan Tramways (NMT))                                                                         |
| 16. Dezember 1886  | Pentonville Road/King’s Cross Road – King’s Cross Road – Farringdon Road – Farringdon Road/Clerkenwell Road                                                                                                   |
| 16. Juni 1887      | Fortess Road/Highgate Road – Highgate Road – Parliament Hill Courts (Highgate Road/Swains Lane) |
| 16. Juni 1887      | kurze Verlängerung in Hampstead quer über das South End Green |
| 28. September 1887 | „Mother Redcap“ – Camden High Street – Chalk Farm Road – Ferdinand Street – Malden Crescent – Malden Road/Prince of Wales Road                                                                                |
| 16. Mai 1889       | Bahnhof King’s Cross – Gray’s Inn Road – Holborn, Gray’s Inn Road/Theobald’s Road |

Vom 16. Mai 1883 bis 14. August 1888 befuhr ein druckluftbetriebener Wagen der Bauart Mekarski die Linie in der Caledonian Road. Er bewährte sich zwar, jedoch hatte man versäumt, die Betriebsgenehmigung, die 1883 nur für drei Monate erteilt worden war, erneuern zu lassen. Erst 1887 fiel der Aufsichtsbehörde dies auf und sie verlangte die Beantragung einer neuen Genehmigung, die am 14. Februar 1888 für sechs Monate erteilt wurde. Wahrscheinlich aufgrund des hohen bürokratischen Aufwandes einschließlich einer obligatorischen Inspektion durch die Aufsichtsbehörde wurde nach Ablauf dieser Genehmigung keine weitere Verlängerung beantragt und der Wagen außer Dienst gestellt.
Die 1886 eröffnete Strecke in der südlichen Kentish Town Road vom „Mother Redcap“ bis zur Einmündung der Great College Street war nur kurzzeitig im Linienbetrieb. Bereits 1887 wurde sie zur Betriebsstrecke und sollte auch später als einzige Strecke des LST-Netzes nicht elektrifiziert werden. Das Gleis blieb jedoch auch in der Zeit der elektrischen Straßenbahn noch viele Jahre in der Straße liegen.
Ebenfalls 1886 wurde eine Gleisverbindung zur benachbarten NMT eröffnet und eine Gemeinschaftslinie fuhr vom Bahnhof Finsbury Park über Holloway und entlang der Caledonian Road bis zum Bahnhof King’s Cross. Betrieben wurde sie mit LST-Fahrzeugen. Die Linie wurde etwa 1895 eingestellt und es musste zwischen der LST und der NMT wieder umgestiegen werden. An den vier übrigen Berührungspunkten der beiden Streckennetze wurden erst 1898, nach der Übernahme der LST durch die NMT, Gleisverbindungen eingebaut.
Gemäß dem Straßenbahngesetz von 1870 konnte der London County Council 21 Jahre nach Konzessionserteilung Straßenbahnstrecken im Stadtgebiet übernehmen und in eigener Regie betreiben. Die ersten beiden Strecken fielen 1891 unter diese Regelung. Da sie jedoch den Kern des Netzes bildeten und der Betrieb der übrigen Strecken schwierig geworden wäre und eine finanziell aufwändige Rückpacht der Strecken erfordert hätte, protestierte die LST gegen die Übernahme und ging dagegen juristisch vor. Der Streit zog sich bis 1894 hin. Schließlich entschied das House of Lords den Fall am 30. Juli 1894 für die Stadt. Die Stadt durfte nun die betroffenen Strecken kaufen und selbst betreiben oder verpachten. Da die Stadt London zu diesem Zeitpunkt keine Möglichkeiten hatte, einen Straßenbahnbetrieb zu unterhalten, ließ sie die LST die Strecken zunächst weiterbetreiben. Im Januar 1895 schrieb sie die Strecken zur Verpachtung öffentlich aus. Die LST gewann die Ausschreibung und pachtete zum 1. August 1895 die Strecken zum Weiterbetrieb. 
Am 27. Januar 1897 kaufte die Stadt die Strecke nach Highgate und verpachtete diese Strecke ebenfalls an die LST zurück. Schließlich übernahm am 27. Mai 1897 die NMT diese Pachtverträge rückwirkend zum 24. Juni 1896 für 14 Jahre. Den Rest des LST-Netzes kaufte die NMT am 14. Oktober 1897 und betrieb die Strecken nun als Teil ihres Netzes. Die LST existierte nun nur auf dem Papier weiter und wurde erst 1906 aufgelöst, als der London County Council die Pachtverträge mit der NMT kündigte.

## Fahrzeuge und Depots
Die anfangs beschafften doppelstöckigen Wagen waren denen der anderen Pferdebahngesellschaften in London sehr ähnlich. Bis zur Übernahme des Netzes durch die NMT 1897 wuchs der Fuhrpark auf 139 Wagen.
Die LST betrieb sieben Depots in ihrem Netz. 1872 wurde zunächst ein Depot in der Parkhurst Road als erster richtiger Betriebshof der Bahn eröffnet. Bis zur Fertigstellung dieser Anlage waren die Fahrzeuge provisorisch an einem nicht überlieferten Ort untergestellt. 1874 kam ein zweites Depot in der Junction Road hinzu. An der Warlters Road entstand 1878 ein weiteres Depot für die Linie auf der Caledonian Road. Mit Eröffnung der Strecke nach Hampstead ging 1880 in der Upper Park Road das vierte Depot in Betrieb. Später wurde in der Cressy Road ein weiterer Betriebshof in Hampstead errichtet, der dann auch als Hauptwerkstatt der Bahn diente. An der Endstelle in Islington wurde 1883 ein Depot in Betrieb genommen. Schließlich wurde in der York Street (heute Lorenzo Street) 1886 ein letztes Depot eröffnet, das von der Strecke in der King’s Cross Road aus erreicht wurde. 

## Liniennetz
Zum 27. Mai 1897 wurden folgende Linien betrieben:
| Linienverlauf | Wagenfarbe | Anzahl Wagen | Taktdichte (min) |
| --- | ---------- | ------------ | ---------------- |
| Clerkenwell, Farringdon Road – King’s Cross – Caledonian Road – Holloway, Holloway Road/Camden Road                                | hellblau   | 7            | 9                |
| Holborn, Gray’s Inn Road – King’s Cross – Caledonian Road – Holloway, Holloway Road/Camden Road                                    | rot        | 7            | 9                |
| King’s Cross – Caledonian Road – Holloway, Holloway Road/Camden Road                                                               | ?          | 5            | 6–11             |
| Euston Road, Hampstead Road – Camden Town – „Eagle“ – Camden Road – Holloway, „Nag’s Head“                                         | grün       | 20           | 3–5              |
| Euston Road, Hampstead Road – Camden Town – „Eagle“ – Bahnhof Kentish Town – Highgate, Archway Tavern                              | rot        | 23           | 3–6              |
| Holborn, Gray’s Inn Road – King’s Cross – „Eagle“ – Bahnhof Kentish Town – Parliament Hill Fields, Swains Lane                     | gelb       | 10           | 9                |
| Islington, „Angel“ – King’s Cross – „Eagle“ – Prince of Wales Road – Hampstead Heath                                               | blau       | 13           | 5–6              |
| Islington, „Angel“ – King’s Cross – „Eagle“ – Prince of Wales Road – Hampstead, Malden Road/Prince of Wales Road (nur nachmittags) | ?          | 10           | 6–11             |
| Holborn, Gray’s Inn Road – King’s Cross – „Eagle“ – Prince of Wales Road – Hampstead Heath                                         | braun      | 5            | 20               |
| Euston Road, Hampstead Road – Camden Town – Chalk Farm – Hampstead Heath                                                           | gelb       | 13           | 5–7              |

Die beiden Linien von Islington zur Malden Road/Prince of Wales Road und von King’s Cross nach Holloway wurden nach Übernahme des Betriebs durch die NMT noch im selben Jahr eingestellt und durch Taktverdichtungen der anderen Linien ersetzt.